# Nuévalos
Nuévalos település Spanyolországban,  Zaragoza tartományban. Nuévalos Carenas, Munébrega és Monterde községekkel határos. Lakosainak száma 306 fő (2024).

## Népesség
A település népessége az utóbbi években az alábbiak szerint változott:
| Lakosok száma | 352  | 384  | 342  | 361  | 350  | 332  | 332  | 310  | 279  | 306  |
|               | 2001 | 2004 | 2007 | 2009 | 2012 | 2014 | 2017 | 2019 | 2022 | 2024 |